# ソマリランド・シリング
ソマリランド・シリング（英語: Somaliland shilling、アラビア語: شلن صوماليلاندي、ソマリ語: Soomaaliland shilin）は、ソマリアから一方的に独立を宣言したソマリランドの通貨。Slshと略すが、ISO 4217には登録されていない。同国が1994年10月に導入して以降、ソマリランド銀行が2011年までに500、100、50、20、10、5シリング紙幣を発行していたが、2011年以降、新たに5000、1000シリング紙幣が導入されるようになった。
2000年12月当時におけるソマリランド銀行発表の公式為替レートは、1アメリカ合衆国ドルにつき4500ソマリランド・シリングであった。